# Ceresfjellet
Ceresfjellet (literalment: muntanya de Ceres) és una muntanya situada a l'illa de Spitsbergen, a l'arxipèlag de Svalbard, Noruega. Amb 1.675 metres d'alçada, és el tercer pic més alt de Svalbard. Es troba a l'oest del Wijdefjorden i s'anomena així pel planeta nan Ceres.